# ジャン＝バティスト・バリエール
ジャン＝バティスト・バリエール (Jean-Baptiste Barrière, 2 May 1707 – 6 June 1747) はフランスのチェロ奏者、作曲家である。彼はボルドーで生まれ、パリで40才で亡くなった。

## 生涯
バリエールは最初はヴィオラ・ダ・ガンバを学んでおり、ヴィオラ・ダ・ガンバのためのソナタ集も出版している。当時はチェロがフランスで普及し、ヴィオラ・ダ・ガンバに取って代わりつつあった時代であり（それはイタリアでは40年ほど前にすでに起こったことであった）、そのため彼はチェロの演奏を学び、やがて当時最も知られたチェロの名手の一人となった。
1731年に彼はパリに行き、王立音楽アカデミー（パリ国立オペラ）に年俸445リーブルで加わった。彼は1733年10月22日にルイ15世より6年間の楽曲の出版権を得た。1733年に出版された『チェロと通奏低音のためのソナタ集 第1巻』 (Livre I de sonates pour violoncelle et basse continue) は成功を収め、1740年には第2版が出版された。第2巻は1735年頃に出版された。
フランソワ＝ジョゼフ・フェティスによれば、彼は1736年に有名なチェロ奏者であるフランチェスコ・アルボレア（フランシスケッロ）に学ぶためイタリアに行った。しかしバリエールはおそらく彼に学んでいない。アルボレアは1726年から死去する1739年までウィーンの宮廷に雇われていた。彼はさらに長いイタリア旅行を1737年の5月から行い、1738年の夏にパリに帰った。彼は8月15日と9月8日にコンセール・スピリチュエルに出演し、当地の報道によると、彼は「大いなる精妙さ」により聴衆に感銘を与えた。1739年にはチェロ・ソナタ集の第3巻を出版し、また同年新たに12年の出版権を得た。その後出版された作品集の第4巻は同様にチェロ・ソナタ集であるが、第5巻はパルドゥシュ・ド・ヴィオール（小型のヴィオラ・ダ・ガンバ）と通奏低音のためのソナタ集、第6巻はクラヴサン独奏のソナタ集である。彼はその創作の最も盛んであった40才の時に若くして亡くなった。
現在では彼の名は一般によく知られてるとは言えないが、ピエール＝ルイ・ダカンは彼の死より数年の後にこう述べている「高名なるバリエール、最近亡くなった彼は望みうるものをすべて持っていた…彼のように演奏できる人はほとんど居なかった」。

## 様式
彼の作品は、その繊細さと洗練された調性、情感に満ちた深い響きによって知られている。彼の作品のいくつかは高い技術を要求する、特に右手と左手の協調や込み入った運指、頻繁で複雑な運弓のテクニックが要求される。彼の作品の演奏において妙技を達成するには繊細さが求められる、彼はそれをイタリアのスタイルの要素だと考えていたが、その音楽語法や繊細さには豊かなフランスの香気が認められる。

## 作品
- Livre I de sonates pour violoncelle et basse continue (1733)
- Livre II de sonates pour violoncelle et la basse continue (1735)
- Livre III de sonates pour violoncelle et la basse continue (1739)
- Livre IV de sonates pour violoncelle et la basse continue (1740)
- Livre V Sonates pour le Pardessus de viole avec la Basse Continue (1740)
- Livre VI Sonates et Pieces pour le Clavecin (after 1740)